# Tour Teen Angels y Casi Ángeles
Tour Teen Angels y Casi Ángeles fue una gran gira de conciertos en vivo de la banda Teen Angels, compuesta por Peter Lanzani, Lali Espósito, Nicolás Riera, Gastón Dalmau y Eugenia Suárez, y parte del elenco de la serie de la cual la banda se desprendió, Casi Ángeles. Fue realizada desde enero del año 2008 y finalizó en diciembre del año 2010. Comenzó antes del inicio de la segunda temporada de la novela y finalizó luego de la finalización de la última temporada de la misma.

## Recorrido

### 2007
La agrupación surgió a raíz del lanzamiento del álbum TeenAngels I, el cual contenía la música de la serie televisiva de 2007. Emilia Attias, Gastón Dalmau, Lali Espósito, Peter Lanzani, Nicolás Riera y Eugenia Suárez eran los intérpretes principales con la participación de Nicolás Vázquez. El contenido de las canciones estaba relacionado con los hechos narrados en la telenovela y una de ellas, «Voy por más», se convirtió en el primer sencillo. Los primeros shows del tour se dieron en el Teatro Gran Rex en Buenos Aires, Argentina, como presentación y soporte de la telenovela Casi Ángeles, durante todo el 2007.

### 2008
El año comenzó con sus primeros shows como grupo independiente, el primero de ellos fue en el Hotel Conrad de Punta del Este, en Uruguay y después en el Orfeo Superdomo de la ciudad de Córdoba.  En marzo brindaron una serie de conciertos por Argentina, incluyendo a parte de Buenos Aires a: Santa Fe, San Juan, Mendoza, Neuquén, Rosario,Córdoba, San Luis, Tucumán y Salta, para presentar su segundo disco, TeenAngels II, El disco contiene trece temas, tres de ellos interpretados por los protagonistas de Casi Ángeles, Emilia Attias y Nicolás Vázquez. Los sencillos de este álbum fueron «A ver si pueden» y «A decir que si»; coronándose durante ese año como las canciones más populares de Argentina en aquel año.
En esta etapa, además de la banda participaron Pablo Martínez, María del Cerro, Candela Vetrano, Agustín Sierra, Rocío Igarzábal, Daniela Aita y Victorio D'Alessandro, que formaban parte del elenco juvenil de la novela. 

### 2009
El año nuevo comenzó con dos conciertos, en Mar de Plata, en el Estadio Polideportivo Islas Malvinas. Luego eso, realizan una pequeña presentación en México, en un Pocketshow en el lunario del Auditorio Nacional.
El 27 de septiembre se presentan en un minishow gratuito en Madrid, España, para darse a conocer al público en la tienda de la compañía Movistar de Gran Vía.
El 4 de octubre se presentan por primera vez en Israel dónde realizaron una serie de presentaciones en el estadio Nokia de la ciudad de Tel Aviv ante aproximadamente 78 mil personas, Allí mismo grabaron una canción en hebreo, «El lugar real», y editaron el álbum Teen Angels en vivo desde Israel, que sería lanzado al año siguiente. Debido a su gran popularidad, el Estado de Israel emitió serie de estampillas postales, dos de cada uno de los cinco integrantes de la banda y uno del grupo completo.
Regresan a Argentina, para volver a presentarse con mucho éxito en Córdoba y Rosario. Cerrando el 2009.

### 2010
El tour continuó en el mes de marzo cuando la banda y elenco juvenil de la serie viaja nuevamente a Israel para promocionar el lanzamiento del pack CD+DVD, «Live from Israel» y a realizar dos nuevos shows. Se presentaron el 20 y el 21 de marzo, en el  Nokia Sports Center Arena de Tel Aviv. Una vez concluidos sus compromisos en Israel, viajaron nuevamente a España para presentarse el 26 de marzo, con aforo reducido, en el Palacio Vistalegre de Madrid, debido a la baja venta de entradas.
Después de una ligera pausa, retoman las fechas del tour para presentarse el primero de mayo en el Jockey Club de Lima en Perú.  
El 22 de mayo se visitan Madrid en el evento gratuito “Bravo por la Tierra”, junto a Lara, Se Alkila, María Villalón, Melocos, Edurne y Jaula de Grillos, el cual promovía cuidar el medio ambiente. Para eso, la agrupación se presentó en el marco de los festejos del Día Mundial de la Biodiversidad organizado por la revista Española Bravo. Allí mismo estrenan su videoclip «Bravo por la Tierra» con el fin de concientizar en defensa del planeta. 
Hacen una nueva pausa y retoman el tour el 5 de septiembre para presentarse en el Movistar Arena de Santiago de Chile.
Regresan a terminar la gira en suelo Argentinoy a despedir Casi Ángeles, que concluía su cuarta y última temporada ese año. Desde octubre hasta noviembre de este 2010, realizaron una serie de presentaciones en Argentina, con motivo de la despedida de la teleserie. Iniciando en el Teatro Gran Rex, y el Estadio Luna Park de Buenos Aires, a partir de ahí visitaron, Santa Fe, San Juan, Mendoza, Lomas de Zamora, Rosario, Córdoba, Neuquén, Trelew, San Vicente, Tandil, Bahía Blanca y Junín.

## Discografía Grabada en el Tour
Durante el tour se grabó "Teen Angels en vivo desde Israel" editado en CD+DVD con todo el show completo realizado en octubre del 2009 con venta exclusiva para el país del Medio Oriente, lanzado en 2010 coincidiendo con la segunda visita de la banda al país.

### Transmisiones
La gira durante el 2008, algunos fragmentos de los shows, la llegada a los hoteles o estadios o los ensayos fueron transmitidos en el Team Angels, una especie de programa que había al final de cada capítulo.
En el canal oficial de Casi Ángeles en YouTube se subieron videos de los "sound check", las llegadas y las estadías de los hoteles, algunos recibimientos de los fanes o los Teen Angels en los aeropuertos.

## Participantes
La gira no solo fue para que la banda Teen Angels interprete las canciones de sus discos, sino que también para llevar parte de la novela Casi Ángeles a los escenarios. En la mayoría de los shows participó solamente el elenco juvenil de la serie, pero también se realizaron shows especiales, con presentaciones de los protagonista (Nicolás Vázquez y Emilia Attias)
Además de los integrantes de la banda Teen Angels, participaron en los shows:
- Nicolás Vázquez (solo en el concierto de Montevideo en 2008)
- Emilia Attias (solo en los conciertos de Israel en 2009)

Elenco juvenil:
- Pablo Martínez
- María del Cerro
- Candela Vetrano
- Agustín Sierra
- Rocío Igarzábal
- Victorio D'Alessandro
- Daniela Aita
- Julián Rubino

## Repertorios
| España - México - 2009                                                                                |
| --- |
| 1. Voy Por Más 2. Nenes Bien 3. A Ver Si Pueden 4. Ángeles del Mundo 5. A Decir Que Si 6. Estoy Listo |

| Israel - 2009 |
| --- |
| 1. Obertura / Voy Por Más 2. Casi Ángeles (Dance) 3. Puede Ser 4. El Espejo 5. No Te Rindas 6. Un Paso 7. Escapare 8. De Cabeza 9. Quien 10. Hay Un Lugar 11. Nenes Bien 12. Valiente 13. Reina Gitana 14. Dieciséis 15. Dos Ojos / Para Vos / Che Bombón (acústico) 16. Tan Alegre el Corazón 17. Nena 18. A Ver Si Pueden 19. Ángeles del Mundo 20. A Decir Que Si 21. Ángeles del Mundo 22. Que Nos Volvamos a Ver 23. Estoy Listo + Estoy Listo Final |

| España - Marzo de 2010 |
| --- |
| 1. Abertura / Hoy 2. A Decir Que Si 3. Te Perdi 4. Un Paso 5. Escapare 6. Pensando en Vos 7. Cual 8. Cada Vez Que Sale el Sol 9. Voy Por Más - Versión España 10. Una Vez Más 11. Meedly de Benjamín Rojas: Se terminó / Vamos al Cielo 12. Tan Alegre el Corazón - Versión Reggeaton 13. Vuelvo a Casa 14. A Ver Si Pueden 15. Quien 16. Ángeles del Mundo 17. Que Nos Volvamos a Ver 18. Estoy Listo 19. Salvar la Paz |

| Chile - Peru - 2010 |
| --- |
| 1. Abertura / Hoy 2. A Decir Que Si 3. Miedo a Perderte 4. Te Perdi 5. Un Paso 6. Escapare 7. Pensando en Vos 8. Cada Vez Que Sale el Sol 9. Voy Por Más - Versión España 10. Una Vez Más 11. Meedly de Benjamín Rojas: Se terminó / Vamos al Cielo 12. Tan Alegre el Corazón - Versión Reggeaton 13. Vuelvo a Casa 14. A Ver Si Pueden 15. Quien 16. Ángeles del Mundo 17. Que Nos Volvamos a Ver 18. Estoy Listo 19. Bravo Por la Tierra 20. Salvar la Paz |

| Argentina - Gira Nacional 2010 |
| --- |
| 1. Abertura / Hoy 2. Estoy Aquí Otra Vez 3. Quiero Salir del Paraíso 4. Vuelvo a Casa 5. Cambiar de Aire 6. Solo Amigos 7. Vos Ya Sabes 8. Por Eso Estoy Preso 9. Abre Tus Ojos 10. Hoy Te Vi 11. All I Need Is Vos 12. Donde Estas 13. Que Nos Volvamos a Ver 14. A Decir Que Si 15. Miedo a Perderte 16. Quien 17. Me Voy 18. Cada Vez Que Sale el Sol 19. No Te Digo Adiós 20. Resiste 21. Bravo Por la Tierra + Final |

## Fechas
| Fecha                    | Ciudad            | País      | Recinto                              | Notas                                        |
| ------------------------ | ----------------- | --------- | ------------------------------------ | -------------------------------------------- |
| 18 de enero de 2008      | Punta del Este    | Uruguay   | Hotel Conrad Resort                  | -                                            |
| 23 de febrero de 2008    | Córdoba           | Argentina | Orfeo Superdomo                      | -                                            |
| 27 de marzo de 2008      | Buenos Aires      | Argentina | Estadio Luna Park                    | -                                            |
| 11 de octubre de 2008    | Rosario           | Argentina | Estadio Cubierto Newell's Old Boys   | Dos Shows                                    |
| 18 de octubre de 2008    | Neuquén           | Argentina | Estadio Ruca Che                     | Dos Shows                                    |
| 25 de octubre de 2008    | Mendoza           | Argentina | Estadio Andes Talleres               | -                                            |
| 26 de octubre de 2008    | San Juan          | Argentina | Estadio Aldo Cantoni                 | -                                            |
| 1 de noviembre de 2008   | Santa Fe          | Argentina | Estadio Colón Santa Fe               | -                                            |
| 8 de noviembre de 2008   | Montevideo        | Uruguay   | Estadio Centenario                   | -                                            |
| 15 de noviembre de 2008  | Córdoba           | Argentina | Orfeo Superdomo                      | Dos Shows                                    |
| 22 de noviembre de 2008  | San Luis          | Argentina | Estadio Funes                        | -                                            |
| 29 de noviembre de 2008  | Tucumán           | Argentina | Estadio Monumental                   | -                                            |
| 30 de noviembre de 2008  | Salta             | Argentina | Estadio Delmi                        | -                                            |
| 24 de enero de 2009      | Mar del Plata     | Argentina | Estadio Polideportivo Islas Malvinas | -                                            |
| 25 de enero de 2009      | Mar del Plata     | Argentina | Estadio Polideportivo Islas Malvinas | -                                            |
| 18 de febrero de 2009    | Ciudad de México  | México    | Lunario del Auditorio Nacional       | PocketShow                                   |
| 27 de septiembre de 2009 | Madrid            | España    | Telefónica Flagship Store            | Show gratuito                                |
| 4 de octubre de 2009     | Tel Aviv          | Israel    | Nokia Sports Center Arena            | Tres Shows                                   |
| 5 de octubre de 2009     | Tel Aviv          | Israel    | Nokia Sports Center Arena            | Tres Shows                                   |
| 6 de octubre de 2009     | Tel Aviv          | Israel    | Nokia Sports Center Arena            | Tres Shows                                   |
| 7 de octubre de 2009     | Tel Aviv          | Israel    | Nokia Sports Center Arena            | Tres Shows                                   |
| 8 de octubre de 2009     | Tel Aviv          | Israel    | Nokia Sports Center Arena            | -                                            |
| 7 de noviembre de 2009   | Córdoba           | Argentina | Orfeo Superdomo                      | -                                            |
| 8 de noviembre de 2009   | Córdoba           | Argentina | Orfeo Superdomo                      | -                                            |
| 3 de diciembre de 2009   | Rosario           | Argentina | Hipódromo de Rosario                 | -                                            |
| 20 de marzo de 2010      | Tel Aviv          | Israel    | Nokia Sports Center Arena            | -                                            |
| 21 de marzo de 2010      | Tel Aviv          | Israel    | Nokia Sports Center Arena            | -                                            |
| 26 de marzo de 2010      | Madrid            | España    | Palacio Vistalegre                   | -                                            |
| 1 de mayo de 2010        | Lima              | Perú      | Jockey Club                          |                                              |
| 22 de mayo de 2010       | Madrid            | España    | Centro de Madrid                     | Show gratuito por el Día de la Biodiversidad |
| 5 de septiembre de 2010  | Santiago de Chile | Chile     | Movistar Arena                       | -                                            |
| 2 de octubre de 2010     | Santa Fe          | Argentina | Estadio Cubierto Unión de Santa Fe   | -                                            |
| 16 de octubre de 2010    | San Juan          | Argentina | Estadio Aldo Cantoni                 | -                                            |
| 17 de octubre de 2010    | Mendoza           | Argentina | Estadio Andes Talleres               | -                                            |
| 23 de octubre de 2010    | Lomas de Zamora   | Argentina | Calles Alsina y Peña                 | Show Gratuito                                |
| 30 de octubre de 2010    | Rosario           | Argentina | Estadio Cubierto Newell's Old Boys   | -                                            |
| 6 de noviembre de 2010   | Córdoba           | Argentina | Orfeo Superdomo                      | Dos Shows                                    |
| 12 de noviembre de 2010  | Neuquén           | Argentina | Estadio Ruca Che                     | Dos Shows                                    |
| 14 de noviembre de 2010  | Trelew            | Argentina | Estadio Racing Club de Trelew        | -                                            |
| 20 de noviembre de 2010  | San Vicente       | Argentina | Estadio Brown de San Vicente         | -                                            |
| 27 de noviembre de 2010  | Tandil            | Argentina | Estadio Independiente de Tandil      | -                                            |
| 28 de noviembre de 2010  | Bahía Blanca      | Argentina | Estadio Liniers                      | -                                            |
| 7 de diciembre de 2010   | Junín             | Argentina | Estadio Eva Perón                    | -                                            |

## Shows Cancelados
| Fecha                  | Ciudad           | País      | Recinto                            | Motivo                     |
| ---------------------- | ---------------- | --------- | ---------------------------------- | -------------------------- |
| Latinoamérica          |                  |           |                                    |                            |
| 6 de diciembre de 2009 | Mendoza          | Argentina | Estadio Malvinas Argentinas        | Problemas de agenda.       |
| 8 de diciembre de 2009 | San Juan         | Argentina | Estadio Abierto del Parque de Mayo | Problemas de agenda.       |
| 8 de mayo de 2010      | Caracas          | Venezuela | Terraza C.C. Lider                 | Problemas de fuerza mayor. |
| 9 de mayo de 2010      | Ciudad de Panamá | Panamá    | Teatro Anayansi                    | Problemas de fuerza mayor. |